# Septmonts
Septmonts è un comune francese di 603 abitanti situato nel dipartimento dell'Aisne della regione dell'Alta Francia.

## Società

### Evoluzione demografica
Abitanti censiti

## Luoghi e monumenti

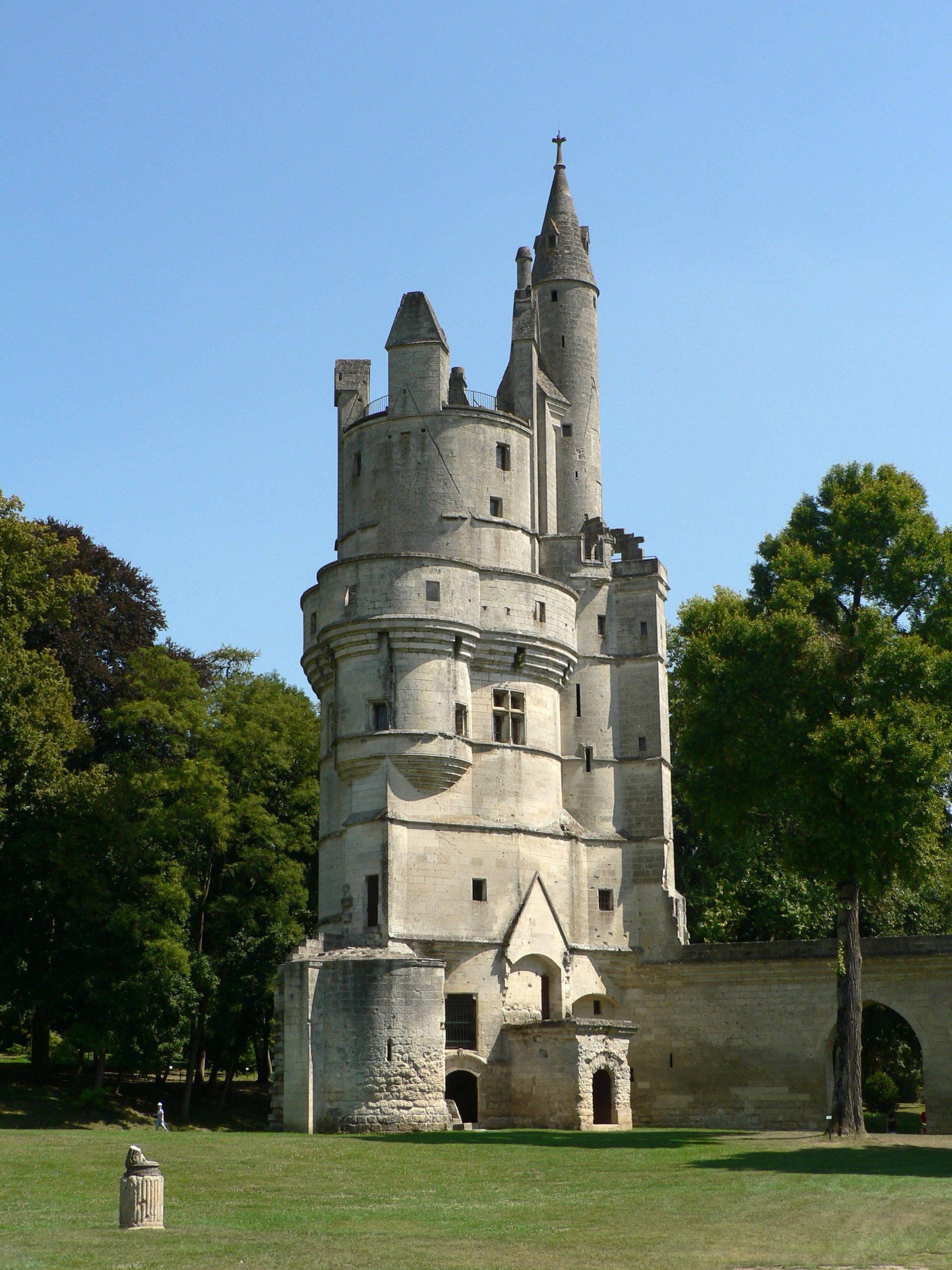
Il dongione visto dall'ingresso del parco.

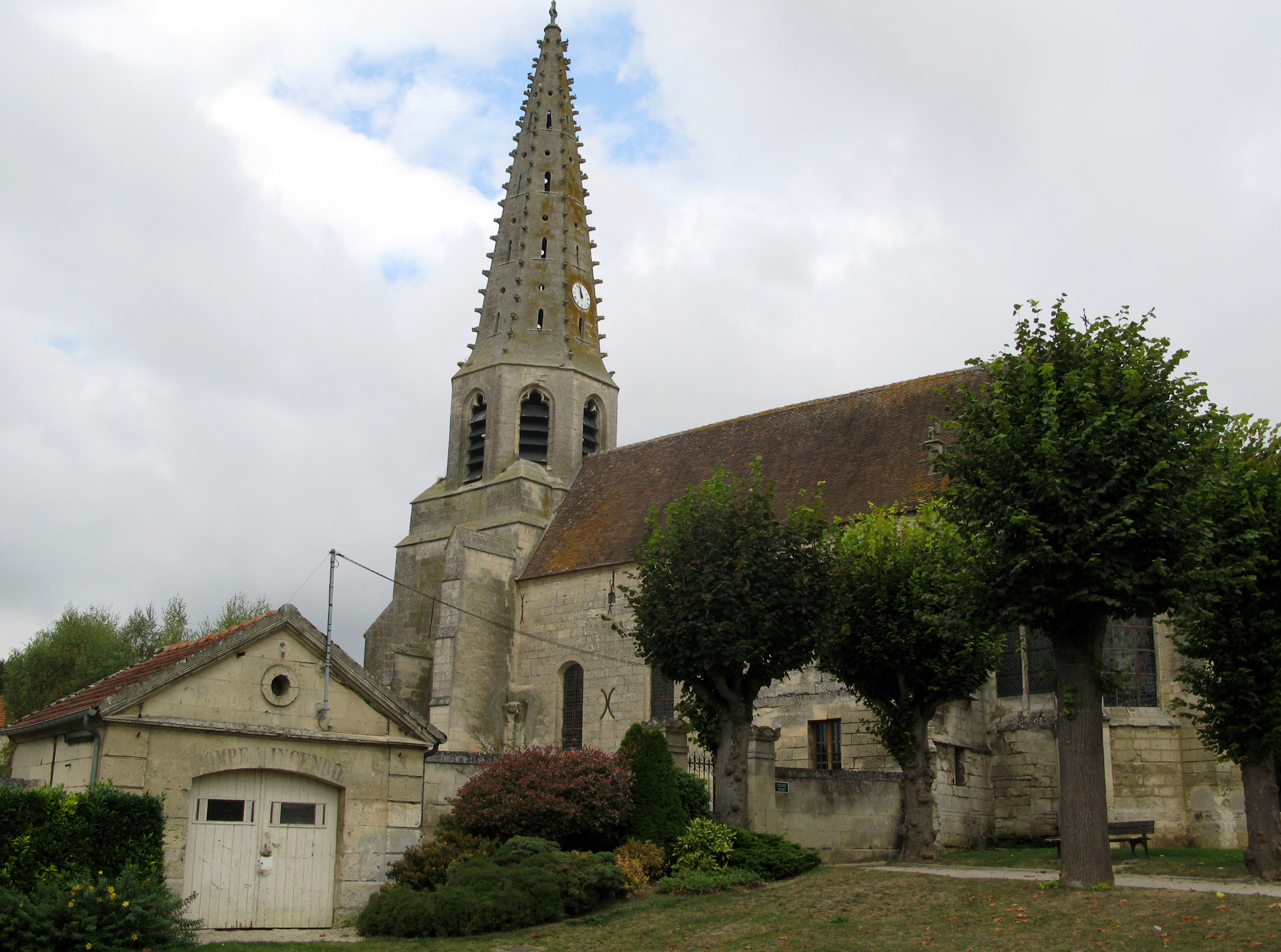
La chiesa di Sant'Andrea

Il castello di Septmonts, classificato monumento storico, fu un'antica residenza episcopale estiva; si trova in un parco che dà sulla piazza principale del comune, di fronte alla chiesa e al Municipio. Il suo dongione del XIV secolo (alto 43 metri) è intatto e l'accesso è libero. Le altre parti del complesso e degli edifici hanno maggiormente sofferto, in particolare l'antica cappella e la torre quadrata. Rimangono i fossati al nord-est (ma la loro "rete" è in parte rimasta asciutta) e delle mura, vestigia della cinta. Il "palazzo dei vescovi", di stile rinascimentale, le cui parti murarie erano rimaste agli inizi, è stato oggetto di un paziente restauro e ha ricevuto una copertura nel 2010. A nord del parco, al di là dei fossati, sono stati impiantati un frutteto e un arboreto. Il castello è aperto alle visite del pubblico in periodi limitati. 
Il film Violenza ad una vergine nella terra dei morti viventi vi fu girato dal regista Jean Rollin nel 1970.
La chiesa di Sant'Andrea, classificata monumento storico, datata dal XV secolo, di stile gotico fiammeggiante, con un campanile a freccia in pietre a crochets. Essa possiede una magnifica "trave di gloria" policroma, scolpita con medaglioni rappresentanti i dodici apostoli. La chiesa è accollata al vecchio cimitero.
La fattoria della Carrière-l'Évêque è classificata monumento storico.
La piazza principale mostra un carro che par essere una vecchia pompa antincendio a uso dei pompieri.
Nel vecchio cimitero vi è una croce monumentale iscritta tra i monumenti storici. Certe tombe presso la chiesa testimoniano un passato relativamente recente: quelle dei soldati caduti per la Francia e quelle dei notabili (in particolare i vecchi sindaci del comune), meritano una visita.

### Particolarità architetturali
Numerose antiche case del villaggio presentano eleganti gabbie a gradini, particolare tipico delle antiche case della zona di Soisson.